# Iso-Tarus
Iso-Tarus är en sjö i kommunen Padasjoki i landskapet Päijänne-Tavastland i Finland. Sjön ligger 129,9 meter över havet. Arean är 78 hektar och strandlinjen är 6,92 kilometer lång. Sjön  ingår i Kymmene älvs huvudavrinningsområde.   Den ligger omkring 39 km nordväst om Lahtis och omkring 120 km norr om Helsingfors. 
I sjön finns ön Hirvisaari. 